# Gulörad bulbyl
Gulörad bulbyl (Pycnonotus penicillatus) är en fågel i familjen bulbyler som enbart förekommer på Sri Lanka.

## Utseende
Gulörad bulbyl är en 20 cm lång, satt och grönaktig bulbyl. Huvudteckningen är pregnant: svartaktig hjässa, gula örontofsar och örontäckare samt vita tofsar även från tygeln.

## Utbredning och systematik
Fågeln förekommer enbart i höglandsområden i Sri Lanka. Den behandlas som monotypisk, det vill säga att den inte delas in i några underarter.

## Levnadssätt
Gulörad bulbyl hittas i höglänt skog och jordbruksbygd i skogslandskap. Den är inte särskilt skygg och uppträder i par eller småflockar, med bågig, hackspettliknande flykt. Födan består av frukt och insekter.

### Häckning
Gulörad bulbyl häckar huvudsakligen mellan februari och maj, men även mellan augusti och oktober. Boet består av en stor mossklump med en djup försänkning som fodrats med smårötter och placeras i en buske. Däri lägger arten två vita eller skärfärgade ägg.

## Status och hot
Gulörad bulbyl har ett litet utbredningsområde men beståndet tros vara stabilt. Den är fortfarande vanlig i rätt biotop och kan även tolerera av människan påverkade miljöer. Internationella naturvårdsunionen IUCN kategoriserar den därför som livskraftig.